# Andrej Lisjak
Andrej Lisjak, slovenski zdravnik in politik, * 13. januar 1849, zaselek Lisjaki pri Spodnji Branici, † 21. september 1922, Ljubljana.
Rodil se je v družini kmeta Antona in kmetice Ane Lisjak rojene Čehovin. Maturiral je leta 1868 na goriški gimnaziji in po končanem študiju medicine opravljal zdravniško prakso v Gorici, kjer se je tudi udeleževal slovenskega političnega in javnega življenja. 5. julija 1889 je bil v kuriji slovenskega veleposestva izvoljen v goriški deželni zbor. Po petih letih delovanja v deželnem zboru je odstopil. Na njegovo mesto je bil izvoljen Anton Klančič. Leta 1903 se je preselil na Dunaj. Umrl je neznano kdaj.